# Vui lên nào anh em ơi
Vui lên nào anh em ơi (tên thật: Vui lên nào! Anh em ơi) (tên cũ: Những kẻ mộng mơ) là một bộ phim truyền hình được thực hiện bởi Trung tâm Phim truyền hình Việt Nam, Đài Truyền hình Việt Nam do Vũ Minh Trí làm đạo diễn. Phim phát sóng vào lúc 21h40 thứ 2, 3, 4 hàng tuần, bắt đầu từ ngày 8 tháng 7 năm 2024 và kết thúc vào ngày 28 tháng 8 năm 2024 trên kênh VTV3.

## Nội dung
Bộ phim xoay quanh hành trình khởi nghiệp đầy gian nan nhưng không kém phần hài hước, thú vị của nhóm bạn Thắng (Thái Sơn), Tiến (Dương Anh Đức) và Hưng (Tô Dũng). Họ lớn lên bên nhau và cùng quyết tâm bám trụ làm giàu ở vùng quê nghèo.
Vô số lần khởi nghiệp thất bại khiến gia đình của cả ba đều ngán ngẩm và phê phán tình bạn của họ. Khởi nghiệp "lần thứ n" mà kết quả chẳng khác gì lần đầu đã giúp ba chàng trai nhận ra những thiếu sót của bản thân để rồi họ quyết tâm cùng nhau gây dựng sự nghiệp, công danh để chứng mình giá trị của mình.
Hành trình thay đổi từ một nhóm "thanh niên già khởi nghiệp", "đàn ông thiếu trưởng thành" đến những người có ý thức trách nhiệm quả là gian nan, khiến họ không ít lần nản lòng, thoái chí. May mắn là bên cạnh họ vẫn còn những người thân luôn kề vai sát cánh. Đó là Thu (Anh Đào), cô vợ thực dụng, chua ngoa nhưng yêu chồng thương con của Tiến, hay Nhung (Thạch Thu Huyền), mê tiền nhưng hào sảng, trượng nghĩa.

## Diễn viên

### Diễn viên chính
- Dương Anh Đức trong vai Tiến[5]
- Trần Thái Sơn trong vai Thắng[6]
- Tô Tuấn Dũng trong vai Hưng[7]
- Thạch Thu Huyền trong vai Nhung[8]
- Nguyễn Anh Đào trong vai Thanh Thu[9]
- Nguyễn Hương Giang trong vai Ngọc Ánh[10]

### Diễn viên phụ
- Đặng Ngọc Tản trong vai Bà Chén
- Hồng Hạnh trong vai Bà Lụa
- Thanh Tú vai Bà Hạ
- Linh Huệ trong vai Bà Thoa
- Nguyễn Đức Khuê trong vai Ông Lợi
- Nguyễn Thanh Bình trong vai Ông Lộc
- Phạm Anh Tuấn trong vai Ông Quyết
- Nguyễn Phú Kiên trong vai Ông Khánh
- Đình Chiến trong vai Ông Hòa
- Hồ Liên trong vai Bà Đào
- Điền Viên trong vai Bà Cúc
- Bùi Gia Nghĩa trong vai Bé Đô
- Lý Chí Huy trong vai Phúc
- Ngô Quân Anh trong vai Bính
- Hà Anh trong vai Vân
- Nguyễn Tiến Huy trong vai Người mua dược liệu

Cùng một số diễn viên khác...

## Ca khúc trong phim
Bài hát trong phim là ca khúc Vui lên nào, anh em ơi! do Trần Quang Duy sáng tác và Minh Vương M4U thể hiện.

## Sản xuất
Vui lên nào anh em ơi do Vũ Minh Trí làm đạo diễn, kịch bản do Ngô Tuấn Dương, Nguyễn Thu Trang và Hà Thu Hà chấp bút. Đây là dự án mới nhất của Vũ Minh Trí trong năm 2024, sau bộ phim truyền hình năm 2023 Món quà của cha.
Vai chính bộ phim lần lượt được giao cho Dương Anh Đức, Thái Sơn, Tô Dũng, Thạch Thu Huyền, Anh Đào và Hương Giang; đây là lần đầu tiên dàn diễn viên này vào vai chính. Dương Anh Đức và Thái Sơn từng tung hứng ăn ý cùng diễn viên hài Trung Ruồi qua các chương trình trên sóng VTV như Cuộc hẹn cuối tuần, Gala cười,... Tác phẩm cũng đánh dấu sự trở lại của Tô Dũng sau Cuộc chiến không giới tuyến, sự trở lại của Thạch Thu Huyền sau Dưới bóng cây hạnh phúc, sự trở lại của Anh Đào sau Gặp em ngày nắng và sự trở lại của Hương Giang sau Món quà của cha.
Buổi họp báo ra mắt bộ phim được tổ chức vào ngày 28 tháng 6 năm 2024 tại Hà Nội, bộ phim chính thức lên sóng khung giờ vàng vào lúc 21h40 thứ 2 tới thứ 4 hàng tuần bắt đầu từ ngày 8 tháng 7 năm 2024 trên kênh VTV3 (nối sóng Trạm cứu hộ trái tim).

## Thay đổi lịch phát sóng
- Hoãn 3 tập vào 22 và 24 tháng 7 vì tạm dừng mọi hoạt động giải trí do quốc tang của Tổng Bí thư Nguyễn Phú Trọng, nên dự kiến tập 10 vào ngày 29 tháng 7.